# Tatar Varoš
Tatar Varoš is een plaats in de gemeente Cetingrad in de Kroatische provincie Karlovac. De plaats telt 167 inwoners (2001).